# Hepatitis A
La hepatitis A (antes hepatitis vírica, también hepatitis viral y hepatitis infecciosa) es la enfermedad infecciosa que más comúnmente produce hepatitis (literalmente: "inflamación del hígado") aguda en el mundo. Es causada por el virus de la hepatitis A (VHA), cuyo reservorio natural es solamente humano.
La hepatitis A no puede ser crónica y no causa daño permanente sobre el hígado. Seguida de una infección, el sistema inmunitario produce anticuerpos en contra del virus de la hepatitis A y le confiere inmunidad al sujeto contra futuras infecciones. La transmisión ocurre por agua o alimentos contaminados, y en algunos países puede ser importada cuando se viaja a zonas de alto riesgo. La vacuna contra la hepatitis A es, a la fecha, la mejor protección contra la enfermedad.

## Historia
Ya en la antigüedad se describieron casos de ictericia que pueden corresponder a la manifestación de algún tipo de hepatitis viral. En el siglo VIII se intuyó la necesidad de mantener aislados a los enfermos de este tipo. A fines del siglo XIX, en 1885, fue descrita la transmisión parenteral de la enfermedad, que posteriormente se distinguió de la enfermedad que se transmitía por la ruta fecal oral. En 1973, los virólogos estadounidenses Robert Harry Purcell, Albert Zaven Kapikian y Stephen Mark Feinstone lograron aislar e identificar al virus de la hepatitis infecciosa o virus A, y lo distinguieron del virus de la hepatitis B, descubierto en 1963 por Baruch Blumberg.

## Epidemiología

Distribución geográfica de la prevalencia de la hepatitis A por anticuerpos anti-HAV: 2005
Alta: prevalencia superior a 8%
Intermedio: entre 2 y 7%
Baja: inferior a 2%

La hepatitis A se distribuye por todo el mundo, y su presencia es más frecuente en las regiones más pobres. La mayor prevalencia se da en las áreas urbanas de Asia, África y América del Sur, donde prácticamente todos los habitantes son serológicamente positivos.
Además, tiene las siguientes características:
- El VHA es un virus hepatotropo que no siempre produce hepatitis aguda, sintomática o ictérica. Puede producir un síndrome gripal sin hepatitis manifiesta o sin ictericia.
- La hepatitis A evoluciona en la mayoría de los casos hacia la curación completa, con restitutio ad integrum ("restitución íntegra") de las lesiones hepáticas. La hepatitis A no se cronifica ni provoca estado de portador, al contrario que la hepatitis B o hepatitis C.
- La transmisión de la hepatitis A es orofecal en la mayoría de los casos, es decir a través de los alimentos contaminados por heces.
- La población de riesgo suele ser niños o adolescentes en países en desarrollo y donde a esta edad no suele ser grave. Se estima que más del 50% de la población mayor de 40 años posee anticuerpos IgG contra el VHA. En los países desarrollados la hepatitis A en la edad adulta puede ser grave.
- Existe una vacuna que protege de la hepatitis A.
- Puede ser asintomática.
- El periodo de incubación es de 3 semanas.
- Suele ser colestásica (presencia de prurito).

### Transmisión
La hepatitis A se contagia por vía orofecal (ingesta de partículas fecales contaminadas). Se propaga debido al contacto con zonas poco higiénicas o ingestión de alimentos contaminados, por ejemplo:
- Ingerir alimentos preparados por alguien con hepatitis A, por una persona que no se haya lavado las manos después de defecar.
- Beber agua contaminada con hepatitis A (en zonas con condiciones sanitarias pobres, beber aguas tratadas).
- Por ingerir excrementos u orina infectada (incluso sólo partículas).

La hepatitis A no se contagia por vía salival. Sexualmente puede transmitirse cuando se trate de una relación sexual tipo anal o sexo oral-anal.
Otras infecciones más o menos comunes del hígado son las hepatitis B y C, siendo la hepatitis A la menos grave y la más leve de ellas. Las otras infecciones de hepatitis pueden volverse enfermedades crónicas, no así la hepatitis A.

## Etiología
El virus de la hepatitis A pertenece a la familia de los Picornaviridae y al género Hepatovirus. Tiene una forma icosaédrica no capsulada, de aproximadamente 28 nm (nanómetros) de diámetro, y un solo genoma ARN lineal, de orientación positiva. El genoma tiene una longitud total de 7,5 kb (kilobases) que se traduce en solo una poliproteína, aunque puede por sí sola causar una infección. La poliproteína es cortada en diversos puntos produciendo proteínas capsulares VP1, VP2, VP3 y VP4, así como proteínas no estructurales.
En su extremo 5' tiene una proteína unida covalentemente, la VPg, que hace las funciones de la gorra 5' de genomas eucarióticos al proteger al genoma en ese extremo. Su extremo 3', por el contrario, tiene una zona poliadenilada (cola Poli(A)) que también hace funciones de protección, además de permitir su traducción por la maquinaria de la célula hospedadora.

### Factores de riesgo
Cualquier persona puede contraer la hepatitis A. Sin embargo, algunas personas tienen un mayor riesgo que otras:
- las personas que viven con alguien infectado de hepatitis A;
- las personas que cuidan o atienden enfermos;
- los niños que asisten a guarderías y las personas que trabajan en una guardería de niños;[8]
- las personas que viajan a otros países donde la hepatitis A es endémica y no poseen los anticuerpos necesarios;
- las personas que practican el anilingus en sus relaciones sexuales;
- los usuarios de sustancias adictivas ilícitas, particularmente las que se usan por vía endovenosa;
- las personas que viven en hacinamiento.

Este es un virus que rara vez se encuentra en países con altos estándares de higiene. El virus es muy resistente a altas temperaturas, ácidos y álcalis (por ejemplo, jabones y otros productos de limpieza).[cita requerida]

## Patogenia
La infección por el virus de la hepatitis A tiene una fase de replicación en el hepatocito y una fase citopática (in "vitro") donde causa alteración en la arquitectura del lobulillo hepático y proliferación del mesénquima y de los conductos biliares que se debe a la destrucción de los hepatocitos por los linfocitos T citotóxicos. Ocasionalmente la inflamación lobulillar causa necrosis. La afectación es principalmente centrolobulillar y se caracteriza por un infiltrado de células mononucleares, hiperplasia de las células de Kupffer y grados variables de colestasis. Este infiltrado mononuclear está constituido sobre todo por linfocitos pequeños, aunque ocasionalmente se observan células plasmáticas y eosinófilos.

## Cuadro clínico
La persona infectada con hepatitis A puede sentirse como si tuviera gripe o bien puede no tener ningún síntoma. Los síntomas de la infección por virus de la hepatitis A suelen ser de aparición brusca, y consisten en dolor en el hipocondrio derecho, ictericia (piel y ojos amarillos) y orina oscura. Algunos otros síntomas comunes son:
- náusea
- vómito
- fiebre
- pérdida del apetito y anorexia
- fatiga y dificultad para respirar
- prurito (irritación y picazón de la zona afectada) generalizado
- deposiciones de color claro y albinas (acolia)
- dolor abdominal, especialmente en la región del epigastrio[11]

Estos pródromos pueden ser leves, y en los lactantes y niños preescolares pueden pasar inadvertidos.[cita requerida]

## Diagnóstico
Se debe sospechar que se trata de un caso de hepatitis A cuando existen antecedentes de ictericia en los contactos familiares, amigos, compañeros de pacientes febriles o con otros síntomas de una probable hepatitis. Igualmente, en viajeros a zonas endémicas con datos clínicos que revelen hepatitis.
Los criterios serológicos incluyen la detección en la sangre de anticuerpos anti-VHA: la infección aguda suele tener un incremento de inmunoglobulina M anti-VHA. La inmunoglobulina G aparece después de 3 a 12 meses de la infección inicial. El virus se excreta en las heces desde 2 semanas antes hasta 1 semana después del comienzo de la enfermedad, por lo que se puede realizar un cultivo viral, en caso de que esté disponible. Pueden estar elevadas las enzimas ALT, AST, bilirrubina, fosfatasa alcalina, 5-nucleotidasa y gamma glutamil transpeptidasa.

## Diagnóstico diferencial
Suele hacerse según la edad del sujeto:
- ictericia fisiológica, en el caso del recién nacido;
- anemia hemolítica, sepsis y atresia biliar, en el neonato;
- se deben descartar quistes del colédoco y carotenemia, en el lactante;
- síndrome urémico hemolítico, síndrome de Reye, paludismo, leptospirosis, brucelosis, cálculos biliares e infecciones graves, en la infancia;
- además, el lupus eritematoso sistémico, las hepatotoxinas y también fármacos como el acetaminofen y el ácido valproico suelen generar síntomas similares a los de la hepatitis A.[12]

## Tratamiento
No existe un tratamiento específico para la hepatitis A, pero se recomienda al paciente estar en reposo durante la fase aguda de la enfermedad, cuando los síntomas son más graves. Además, las personas con hepatitis aguda deben evitar el consumo de alcohol y cualquier sustancia que sea tóxica para el hígado, incluyendo el paracetamol. También se debe tomar en cuenta el equilibrio hidroelectrolítico y nutricional. Se debe en lo posible evitar la dieta con grasas complejas, considérese la exposición a la luz solar por lo menos 5 minutos por día  por razones preventivas. El no seguir el tratamiento puede traer complicaciones a los demás órganos del cuerpo.
A menudo, el médico administra medicamentos para aliviar los síntomas como el dolor, la fiebre y el malestar general. La ingestión de dulces, caramelo macizo principalmente, zumos y helados parece ser empleada para el alivio de las náuseas asociadas a la hepatitis.
La recuperación depende de la edad, estado general de salud e historia médica del individuo, qué tan avanzada está la enfermedad y su tolerancia a ciertos medicamentos, procedimientos o terapias. La mayoría de las personas se recuperan de la infección de la hepatitis A sin intervención médica. Respecto a la donación de sangre, es posible que lo puedan hacer quienes padecieron la enfermedad antes de los 11 años de edad, a diferencia de quienes la sufrieron después, en cuyo caso no deben hacerlo

## Prevención
La vacuna contra la hepatitis A confiere protección que previene la infección por el virus de la hepatitis A. Una vacuna es una dosis de gérmenes con su patogenicidad atenuada que usted puede recibir cuando está sano que impide que usted se enferme. Las vacunas le enseñan a su organismo a atacar ciertos virus, como el virus de la hepatitis A.
La vacuna de la hepatitis A se aplica en inyecciones. Los niños pueden recibir la vacuna después de haber cumplido los 12 meses de edad. Los niños de entre 2 y 18 años de edad deben recibir tres inyecciones en el plazo de un año. Los adultos deben recibir dos o tres inyecciones en el plazo de 6 a 12 meses.
Es necesario que se apliquen todas las inyecciones para quedar protegido. Si se está viajando a otros países, debe recibir todas las inyecciones antes de viajar. Si no recibió alguna inyección, llame inmediatamente a su médico o consultorio para que le den un nuevo turno.
Uno puede protegerse a sí mismo y proteger a los demás de la hepatitis A de las siguientes maneras:
- Siempre lavarse muy bien las manos después de ir al sanitario y antes de preparar los alimentos o comer.
- Usar guantes si se tiene que tocar el excremento de otras personas. Lavarse las manos después de hacerlo.
- Cuando se visite otro país, beber agua embotellada. (Y no usar cubitos de hielo ni lavar la fruta y la verdura con agua de la llave de paso.)
- Un lavado minucioso de las manos antes y después de cada cambio de pañal, antes de servir los alimentos y después de usar el sanitario puede ayudar a prevenir tales brotes en guarderías.[8]

### Profilaxis
Las inmunoglobulinas se emplean para la profilaxis de la hepatitis A. En el viajero a zonas endémicas se suele administrar 0,02 mL/kg (mililitros por kilogramo de peso) si su viaje es menor a 3 meses, y 0,06 mL/kg de inmunoglobulina cada 4-6 semanas si su viaje será mayor a 3 meses. Después de la exposición, se suele administrar a los familiares y contactos íntimos 0,02 mL/kg de Ig e igual dosis al personal de guarderías donde ha aparecido un caso o  brote de la enfermedad. El sujeto que tenga contacto casual con un paciente con hepatitis A no suele administrársele la inmunoglobulina.